# Championnats d'Afrique de judo 1967
Navigation
Édition précédente Édition suivante
Les championnats d'Afrique de judo 1967 se déroulent en juillet 1967 à Abidjan, en Côte d'Ivoire.
Six nations participent à ces championnats.
Au sein de la délégation sénégalaise, Jonas Cissé, Habib Guèye et Xavier Boissy remportent une médaille d'or, Seydou Soumaré remporte deux médailles d'argent tandis que Seydou Touré obtient une médaille d'argent. Gatta Bâ et Jonas Cissé sont médaillés de bronze.
Le Sénégal termine premier du classement des médailles avec 3 médailles d'or, 3 médailles d'argent et 2 médailles de bronze, suivi de la Tunisie avec 4 médailles dont 3 en or. La délégation camerounaise remporte deux médailles d'argent et une médaille de bronze. La Côte d'Ivoire termine quatrième.

## Médaillés
| Épreuves                | Or                                                                                 | Argent | Bronze |
| ----------------------- | ---------------------------------------------------------------------------------- | ------ | ------ |
| Poids légers            | Xavier Boissy (SEN)                                                                |        |        |
| Poids mi-moyens         | Mehrez Belhaj (TUN)                                                                |        |        |
| Poids moyens            | Jonas Cissé (SEN)                                                                  |        |        |
| Poids mi-lourds         | Mohamed Hachicha (TUN)                                                             |        |        |
| Poids lourds            | Habib Guèye (SEN)                                                                  |        |        |
| Open Toutes catégories  | Mohamed Hachicha (TUN)                                                             |        |        |
| Compétition par équipes | Sénégal Habib Guèye Xavier Boissy Seydou Soumaré Seydou Touré Gatta Bâ Jonas Cissé |        |        |

- Gosso Ibrahim Ouoro (VOL) est médaillé d'argent[4].